# Byakuya Kuchiki
Byakuya Kuchiki (jap. 朽木白哉 Kuchiki Byakuya) – postać występująca w mandze i anime Bleach, shinigami, 28. głowa klanu Kuchiki, jednego z czterech najpotężniejszych rodów szlacheckich w Soul Society, dowódca 6. dywizji Gotei 13.

## Wygląd
Byakuya ma szare oczy i długie czarne włosy, które niesymetrycznie spina dwiema ceramicznymi nakładkami kenseikan symbolizującymi jego szlachectwo. Jego strój shinigami stanowi standardowy uniform dowódcy, drogocenny srebrzysty szal wykonany przez mistrza tkackiego Tsujishirō Kuroemona III, będący od pokoleń w posiadaniu aktualnej głowy rodu Kuchiki, a także białe rękawiczki tekkou okrywające jedynie wierzch dłoni.
Podczas 17-miesięcznej przerwy, Byakuya diametralnie zmienia swój styl. Kenseikan zamienia na cztery symetrycznie ułożone spinki, zamiast standardowego haori nosi jego zdobioną wersję o podwyższonym kołnierzu, przestał również nosić szal.

## Osobowość
Jako 28. głowa klanu Kuchiki, Byakuya zachowuje się w typowy dla arystokraty sposób – zawsze sprawia wrażenie spokojnego i apatycznego w stosunku do innych, nawet jeśli nie jest to zgodne z jego rzeczywistymi odczuciami. Jest również niezwykle spokojny, także w walce. Jako że niezwykle rzadko zdarza mu się widzieć kogoś jako godnego przeciwnika, w większości sytuacji zachowuje się tak samo, niekiedy balansując na granicy arogancji. Byakuya przywiązuje szczególną wagę do właściwego użycia nazwisk i zwrotów, w związku z czym łatwo go urazić zwracając się doń nieodpowiednio. Ze względu na to, że Ichigo nie zwraca się doń właściwie, jest wobec niego niechętny. Osobiście zawsze używa pełnego imienia i nazwiska swego rozmówcy. Byakuya jest również bardzo spostrzegawczy i jednocześnie świadomy swoich umiejętności oraz związanych z nimi ograniczeń, co pozwala mu na zastosowanie odpowiedniej taktyki walki. Paradoksalnie, w młodości, jak zauważył jego dziadek, Byakuya był porywczy i skory do gniewu.
Byakuya mocno wierzy w prawo, które jako głowa rodu arystokratycznego oraz dowódca dywizji stara się w jak najdokładniejszy sposób egzekwować, w myśl zasady, że powinien być wzorem dla swych podwładnych. W związku z tym, chce, by każdy kto złamie prawo został ukarany, niezależnie od stopnia zażyłości, która go z nim łączy. Byakuya uważa, że częścią obowiązków dowódcy jest upewnienie się, że obowiązki jego zastępcy zostały wypełnione. Pomimo swej niewzruszonej, wręcz chłodnej powierzchowności, troszczy się i chroni ważne dlań osoby. Po wyjściu na jaw prawdy o Aizenie, stwierdza, że prawo nie jest doskonałe i staje się bardziej wyrozumiały dla swej adoptowanej siostry.
Ze względu zarówno na swój wygląd jak i osobowość, Byakuya jest niezwykle popularny wśród żeńskiej części shinigami. Do jego upodobań należą nocne spacery, podziwianie kwitnących wiśni oraz kaligrafia. Przepada za pikantnymi potrawami i bananami, nie przepada za słodyczami.

## Przeszłość
Byakuya urodził się i spędził dzieciństwo w rodzinnej posiadłości, gdzie przygotowywano go do przejęcia tytułu głowy rodu. Często odwiedzała go Yoruichi Shihōin, z którą zwykł się bawić. Około 110 lat przed rozpoczęciem akcji, w wyniku nieodpowiedniego zachowania w stosunku do swojej towarzyszki zabaw, doszło między nimi do sprzeczki, podczas której został upokorzony. Skłoniło go to do treningu pod okiem Yoruichi i ostatecznie nagrodziło mianem jednego z najszybszych shinigami.
55 lat później, Byakuya dopuścił się mezaliansu z pochodzącą z ubogich stron Hisaną, łamiąc zasady rodu. Ich szczęście nie trwało jednak długo, gdyż po 5 latach Hisana zachorowała i zmarła. Jej ostatnim życzeniem było odnalezienie i zaopiekowanie się jej siostrą Rukią, którą niegdyś porzuciła. Rok później Byakuya był w stanie spełnić prośbę swej zmarłej małżonki i adoptował Rukię jako własną siostrę, tym samym łamiąc zasady po raz kolejny. Po tym wydarzeniu, przysiągł na grobie swych rodziców, że bez względu na wszystko, nigdy więcej nie złamie zasad.
Niedługo po tych wydarzeniach Byakuya wraz z Ginem Ichimaru zostali mianowani dowódcami, odpowiednio, 6. i 3. dywizji.

## Fabuła
Byakuya początkowo pełni rolę głównego antagonisty. Pierwszy raz pojawia się wraz ze swoim zastępcą Renjim w celu aresztowania Rukii i sprowadzenia jej do Soul Society. Ściera się wówczas po raz pierwszy z Ichigo, śmiertelnie go raniąc. Niezamierzenie doprowadza do zdobycia przez niego mocy hollowa oraz odkrycia osiągnięcia formy shikai przez Zangetsu. Po ataku Ichigo na Soul Society dochodzi do kolejnych starć z Ichigo oraz Renjim, które ostatecznie kończą się jego porażką. Upór Ichigo doprowadza w końcu do zmiany światopoglądu przez Byakuyę, który jest mu wdzięczny za wszystko co zrobił dla niego, Rukii i całego Soul Society.
Gdy Orihime staje się celem arrancarów potajemnie umożliwia Rukii i Renjiemu powrót do świata ludzi. Gdy wraz z Ichigo, Ishidą i Chadem udają się do Hueco Mundo, Byakuya zostaje poinformowany o ich zniknięciu i zarządzonych poszukiwaniach. Wraz z Hanatarō Yamadą wyrusza do Las Noches, w samą porę, by uratować Rukię z rąk Séptima Espada – Zommariego Rureaux, którego po ciężkiej walce i rozpracowaniu jego specjalnej umiejętności, miażdży swoim bankai. Espada przeżywa jednak atak i próbuje ponownie zaatakować Byakuyę, który efektywnie broni się i zabija przeciwnika, karząc go za atak na jego "dumę", czyli Rukię. Następnie zostawia rannych Rukię i Hanatarō pod opieką zastępcy dowódcy medycznej 4. dywizji – Isane Kotetsu. Następnie wraz z Kenpachim toczy walkę przeciwko najsłabszemu, a zarazem najpotężniejszemu z Espada – Yammym Llargo, którego wspólnymi siłami pokonują. Po pokonaniu espady obaj shinigami wracają do Soul Society. Ze względu na ciężkie obrażenia, których doznali w Hueco Mundo, 4. dywizja poddaje ich leczeniu jednocześnie zastanawiając się jak mogli się utrzymać na nogach. Po pokonaniu Aizena, wraz z Kenpachim i Kyōraku zostaje skarcony za utratę haori, na co odpowiada, że tak tani materiał jest w stanie bardzo łatwo zastąpić, czym doprowadza Genryūsaia do furii.
Po raz kolejny Byakuya pojawia się 17 miesięcy później, gdy jest jednym z shinigami napełniających  energią duchową specjalny miecz przygotowany przez Uraharę w celu przywrócenia Ichigo utraconej po walce z Aizenem mocy. Gdy przynosi to skutek, wraz z grupą shinigami, przybywa do świata ludzi i pomaga Ichigo w walce z Kūgo Ginjō i resztą Xcution, osobiście walcząc z Shūkurō Tsukishimą, którego pokonuje. Po skończonej walce wraca do Soul Society, gdzie wraz z innymi dowódcami spotyka się z Ichigo, który prosi o wydanie ciała pokonanego Ginjō, chcąc go pochować w świecie ludzi.
Gdy Vandenreich wypowiada wojnę Soul Society, Byakuya pojawia się ponownie, uczestnicząc w pogrzebie poległego zastępcy dowódcy 1. dywizji – Chōjirō Sasakibe. Następnie, w trakcie bezpośredniego ataku, osobiście walczy z manipulującą strachem postacią o imieniu Äs Nödt. Gdy sięga po swoją ostateczną broń, umożliwia przeciwnikowi ruch, który używając specjalnego medalionu "kradnie" jego bankai i śmiertelnie go rani. Gdy Kurosaki przybywa na pomoc, wiedząc, że nie pozostało mu dużo czasu, Byakuya ze łzami w oczach przeprasza za to, że nie ochronił Soul Society i prosi o to Ichigo. Gdy Vandenreich opuszcza pole walki, zostaje poddany leczeniu i uratowany od śmierci. Wraz z Rukią, Renjim oraz Ichigo zostaje zabrany przez Dywizję 0 w celu wyleczenia metodami niedostępnymi w Soul Society.

## Moce i umiejętności

### Ogólne
Byakuya jest mistrzem szermierki, potrafi bez problemu atakować z wielką precyzją i śmiertelną skutecznością. Jako uczeń najznamienitszej użytkowniczki tej sztuki, jest również mistrzem shunpo – jednym z najszybszych shinigami. Potrafi używać kidō wysokiego poziomu, zarówno w ofensywie, jak i defensywie. Wykazuje stosunkowo wysoki poziom umiejętności walki wręcz. Posiada ogromne ilości energii duchowej, nawet w porównaniu z innymi dowódcami. Jest jednym z najlepszych taktyków w Soul Society. Pomimo swojego niepozornego wyglądu, Byakuya jest w stanie znieść znaczny ból oraz utratę krwi i dalej walczyć na wysokim poziomie.

### Zanpakutō
Senbonzakura (jap. 千本桜) przybiera postać typowej katany z prostokątną ażurową tsubą, lawendowym oplotem tsuki i białą pochwą.

#### Shikai
Gdy zostanie użyta komenda "rozprosz się" (jap. 散れ chire), ostrze miecza rozpada się na tysiąc fragmentów, które odbijają światło w taki sposób, że wyglądają jak spadające płatki wiśni. Są one kontrolowane przez ruch rękojeści pozostającej w dłoni właściciela, lecz dla zwiększenia ich prędkości można je również kierować ruchem dłoni. Mogą służyć zarówno do ataku jak i obrony. Użytkownik znajduje się w "bezpiecznej strefie" (jap. 無傷圏 mushōken), do której nie mogą się dostać fragmenty ostrza dopóki on sam się na to nie zgodzi.

#### Bankai
Senbonzakura Kageyoshi (jap. 千本桜景厳) jest dużo większą wersją shikai. By ją zainicjować, użytkownik wypuszcza z dłoni skierowany ostrzem do dołu miecz, który wnika w podłoże powodując ruch koncentrycznych fal, które rozchodząc się ogarniają otoczenie ciemnością. następnie z podłoża wysuwa się tysiąc gigantycznych ostrzy. Gdy zostanie utaje komenda "rozprosz się" (jap. 散れ chire), ostrza rozpadają się na niezliczone fragmenty. W przeciwieństwie do shikai, bankai jest kontrolowane jedynie przez umysł użytkownika, aczkolwiek można trzykrotnie zwiększyć prędkość fragmentów używając również dłoni. Użytkownik może stosować różne techniki w zależności od kształtu i ułożenia jakie przybiorą fragmenty:

##### Senkei
Prawdziwa forma Senbonzakury. Fragmenty łączą się tworząc tysiące świetlistych mieczy, ułożonych w cztery rzędy formując obszar, z którego ani użytkownik, ani jego przeciwnik, nie mogą się wydostać. Byakuya najczęściej przyzywa któryś z mieczy i walczy nim jak zwykłym, jednak forma miecza jest tylko iluzją, ponieważ może on się rozpaść ponownie, co czyni go całkowicie nieprzewidywalnym.

##### Gōkei
Następuje znaczne zwiększenie ilości fragmentów, które tworzą sferyczną chmurę, która otacza cel, a następnie miażdży go z każdej możliwej strony. Siła, z którą się to dzieje jest w stanie całkowicie zniszczyć mały budynek.

##### Shūkei: Hakuteiken
Wszystkie ostrza łączą się w jeden potężny miecz, tworząc formę przypominającą białe skrzydła i ptasi dziób. Skrzydła mogą być użyte do lotu. Jedno cięcie w tej formie jest w stanie zadać poważne obrażenia przeciwnikowi. Nie wiadomo, czy technika ta pozwala na więcej niż jeden atak.